# Confine tra Bulgaria e Macedonia del Nord
Il confine tra la Bulgaria e la Macedonia del Nord divide i due paesi correndo per 162 km in direzione nord-sud. La Bulgaria è un paese membro dell'Unione europea che non aderisce allo spazio Schengen.

## Geografia
Il confine inizia a nord, nella triplice frontiera tra Serbia, Macedonia del Nord e Bulgaria. Il tracciato scorre verso sud-est tramite i passi di montagna di Velbuzhdi (1193 m) e Dewe Bair (1192 m) ad ovest del comune di Gjueszevo (Bulgaria), del picco Rujen (2256 m di altitudine) fino alla pianura di Osogovo. Arriva al passo di Delčevski (1302 m) nelle montagne di Vlatxina (ovest di Blagóevgrad), e prosegue verso sud per Czengine (1744 m) e la pianura di Maleszevska. Arriva a Ograżden, per poi attraversare il fiume Strumica e finisce nella triplice frontiera con la Grecia (monti Tomba 1880 m) di Belasica.

## Storia
Il territorio macedone faceva parte dell'Impero ottomano fino all'annessione al Regno di Serbia dopo le guerre balcaniche. Malgrado le dispute con Bulgaria, dopo la Prima Guerra Mondiale il territorio macedone ha fatto parte del Regno dei Serbi, dei Croati e degli Sloveni. Durante la Seconda Guerra Mondiale il Regno di Bulgaria ha occupato la Macedonia del Nord. Dopo la guerra il confine riguardava la Repubblica Popolare di Bulgaria e la Repubblica Socialista di Macedonia, che faceva parte della Repubblica Federativa Socialista di Jugoslavia. Dopo la dissoluzione della Jugoslavia nel 1991 è rimasto il confine tra la Bulgaria e la nuova Repubblica di Macedonia del Nord. Con l'entrata della Bulgaria nell'Unione Europea nel 2007, il confine è diventato uno dei confini esterni dell'UE.